# 共焦点レーザー顕微鏡
共焦点レーザー顕微鏡（きょうしょうてんレーザーけんびきょう）とは、高解像度のイメージと三次元情報の再構築が可能な顕微鏡の一種。共焦点顕微鏡(Confocal microscopy)の主な特徴は、焦点距離がばらばらになるような厚い試料であってもボケのない像を得られることである。イメージは微小なポイント毎に撮られ、それをコンピュータで再構成して全体の画像が得られる。共焦点顕微鏡の原理自体はマービン・ミンスキーによって1953年に開発されたものであったが、理想に近い光源としてレーザーが一般化し共焦点「レーザー」顕微鏡となることで1980年代にようやく普及するようになった。通常のポイントスキャン型の他に、ニポウディスクを利用してスキャンする方式がある。
共焦点レーザー走査型顕微鏡 (Confocal laser scanning microscopy) とも呼ばれ、CLSM あるいは LSCM と略記される。

## 結像方式
共焦点レーザー顕微鏡では、レーザービームが光源の開口部から発せられ、対物レンズで標本に焦点を結び、その標本の発する蛍光を得る。蛍光とレーザーの反射光の混合した光が対物レンズによって再度集められる。その混合した光はビームスプリッターによって分離され、レーザー反射光は素通しして蛍光だけを検出装置に送り込む。ピンホールを通った蛍光は光検出装置（光電子増倍管やアバランシェ・フォトダイオード）が検出し、光の信号を電気信号に変換してコンピュータに記録する。
検出装置のピンホールは焦点のあっている位置から発せられる蛍光以外の光が内部に入るのを防ぐ。結果として厚みがある試料において、従来の顕微鏡よりも鮮明なイメージが得られ（光学的なスライス像）、厚みがない試料においても理論上若干分解能の向上したイメージも得られる。
レーザーは試料を走査していき、最終的に全体の画像を得る。各ピクセルの明るさは通常得られた蛍光の強さにほぼ比例する。ビーム走査はサーボ制御のミラーで行われる。この走査法は反応遅延が小さい。
走査速度を遅くすればノイズが少なく高解像度のイメージが得られる。顕微鏡のステージを上下させることで複数の焦点面から情報を集められる。複数の焦点面の二次元画像を重ね合わせることで、コンピュータは標本の三次元画像を作成することができる。